# ‘En Besor
‘En Besor (hebreiska: עין בשור) är en källa i Israel.   Den ligger i distriktet Södra distriktet, i den centrala delen av landet. ‘En Besor ligger 68 meter över havet.
Terrängen runt ‘En Besor är huvudsakligen platt. ‘En Besor ligger nere i en dal. Runt ‘En Besor är det ganska glesbefolkat, med 42 invånare per kvadratkilometer. Närmaste större samhälle är Ofaqim, 12,4 km öster om ‘En Besor. Trakten runt ‘En Besor är ofruktbar med lite eller ingen växtlighet.